# Василье
Васи́лье (также Васильевское, Васильево) — озеро на юге Меленковского района Владимирской области. Предположительно имеет ледниковое происхождение. Охраняется государством с 1980 года как гидрологический памятник регионального значения.

## Расположение
Озеро располагается к юго-западу от деревни Двоезёры на территории Илькинского сельского поселения, в 14,8 км западнее административного центра сельсовета — села Илькино и в 20 км юго-западнее административного центра района — города Меленки.

## Физико-географическая характеристика
Озеро эвтрофное, имеет угловото-округлую форму. Берега озера низкие, песчаные, высотой около 0,5 м, местами покрытые кочками. Дно также песчаное. Площадь водоёма составляет 0,135 км². Максимальная глубина 6 м при средней глубине 2 м. Берега окружены сосновым бором и ивняком.

## Растительный мир
Надводная растительность озера представлена следующими видами: тростник, рогоз широколистный, сабельник, белокрыльник, частуха подорожниковая, горец земноводный, кубышка, кувшинка, рдест плавающий, ряска. В толще воды встречается элодея канадская, полушник озёрный